# ال سنترو (کالیفرنیا)
ال سنترو  (به انگلیسی: El Centro) شهری در شهرستان ایمپریال ایالت کالیفرنیا است که در سرشماری سال ۲۰۱۰ میلادی، ۴۲۵۹۸ نفر جمعیت داشته است.